# Rudíkov
Rudíkov település Csehországban, a Třebíči járásban. Rudíkov Vlčatín, Hodov, Nárameč, Hroznatín, Přeckov és Trnava településekkel határos. Lakosainak száma 764 fő (2024. január 1.).

## Népesség
A település lakosságának változását az alábbi diagram mutatja:
| Lakosok száma | 364  | 501  | 501  | 535  | 630  | 669  | 699  | 701  | 665  | 764  |
|               | 1869 | 1900 | 1921 | 1961 | 1980 | 2011 | 2016 | 2019 | 2021 | 2024 |